# Planet E Communications
Planet E Communications (w skrócie: Planet E) – amerykańska wytwórnia płytowa, założona w 1991 roku przez Carla Craiga, specjalizująca się w muzyce muzyce elektronicznej i techno.

## Historia

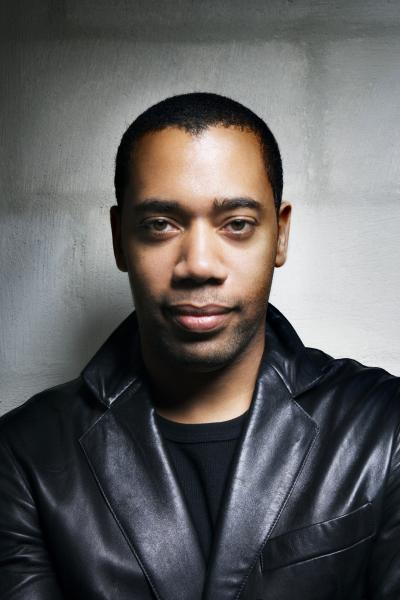
Carl Craig, założyciel Planet E Communications

Craig założył w 1991 roku własną wytwórnię, Planet E Communications. Decyzje podjął po tym jak rozpadła się jego poprzednia wytwórnia, Retroactive, założona z przyjacielem Damonem Bookerem, z którym następnie poróżnił się. Jak stwierdził: „Założyłem wytwórnię, ponieważ zmęczyło mnie to, że ludzie mówili mi, co mam robić. Zrobiłem to sam. Założenie wytwórni nie wymaga wiele. Produkcja czegoś takiego jak niebieskie dżinsy to znacznie większa inwestycja. W tamtym czasie było tak wielu dystrybutorów - jeśli wytłoczyłeś od 300 do 500 kopii płyty, mogła się szybko sprzedać. To pomogło pchnąć sprawy do przodu”. Nazwa Planet E została zainspirowana dokumentem o kosmosie, w którym wykorzystano muzykę z filmu Briana Eno Apollo: Atmospheres and Soundtracks. Według Craiga pełna nazwa wytwórni, Planet E Communications, opiera się na idei, że istnieje komunikacja między Ziemią a kosmosem, człowiekiem na księżycu a wahadłowcem kosmicznym. Nazwa jest również ukłonem w stronę Warner Communications, który polega na dodaniu impulsu do swojego biznesu poprzez zapożyczenie nazwy od uznanej tożsamości korporacyjnej.
Pierwszym wydawnictwem wytwórni był maxi singiel „4 Jazz Funk Greats”, wydany pod pseudonimem 69 (w nawiązaniu do roku urodzenia Craiga); tytuł albumu z kolei nawiązywał do 20 Jazz Funk Greats Throbbing Gristle. Natomiast wydawnictwem, które przyniosło rozgłos wytwórni i samemu Craigowi, był singiel „Bug in the Bassbin”. Stał się on ulubieńcem DJ-ów na całym świecie, a szczególnie w Wielkiej Brytanii, gdzie przyspieszyli jego obroty z 33 do 45 obrotów na minutę i pomogli stworzyć wzorzec dla ruchu drum’n’bass, który pojawił się po nim.
Planet E skupiła licznych  artystów z Detroit, takich jak: Francesco Mora Catlett, Naomi Daniel, Flexitone, Jason Hogans, Kenny Larkin, Monty Luke, Ezana Harris, Moodyman, Mike Agent X, Oliverwho Factory, Recloose, Reference, Kevin Saunderson, Big Tone, Tribe, Urban Tribe i Chaz Vincent, pełniła także funkcję dystrybutora innych wytwórni z Detroit, w tym Transmat Derricka Maya i Black Flag Staceya Pullena.
Z czasem Planet E nabrała międzynarodowego charakteru. Zasadnicze znaczenie miał tu pobyt Craiga za granicą. Mieszkał on przez pewien czas w Londynie, gdy muzyka elektroniczna i kultura rave ewoluowały od acid house w kierunku jungle i drum’n’bass. Nawiązując kontakty z takimi artystami jak Mark Moore z S’Express czy Moritz von Oswald włączył się w kulturę tamtej epoki, co wywarło trwały wpływ na jego poglądy.
W 2011 roku, z okazji 20-lecia wytwórni Craig zabrał Planet E oraz jej artystów i współpracowników w światową trasę koncertową, po raz pierwszy w historii.
Najtrudniejszym okresem dla wytwórni okazała się globalna pandemia COVID-19. Pomimo że zabrakło dochodów z tras koncertowych Craig nadal opłacał pracowników starając się utrzymać zespół i zachować niezależność firmy.
27 maja 2022 roku z okazji 30. rocznicy założenia wytwórni, Craig wydał Planet E 30, kompilację składającą się z utworów, które nagrał pod własnym nazwiskiem oraz pod różnymi pseudonimami, w tym Paperclip People, 69 i Innerzone Orchestra (ze światowym hitem „Bug in the Bass Bin”). Na składance znalazły się również utwory Detroit Experiment, Niko Marksa, Fabrice’a Liga, Waajeeda, Moritza von Oswalda, Johna Dixona i innych. Kompilacja została udostępniona najpierw wyłącznie na Bandcampie, a następnie na innych platformach streamingowych.

## Artyści
Lista według Discogs:

- Alexander Ross
- Alton Miller
- Andrea Parker
- Ataxia
- Attias
- Ben Klock
- Big Tone
- Brain
- Carl Craig
- Chaz Vincent
- Clark
- Colin Dale
- Common Factor
- Cosmic Soldier
- Dave Clarke
- Dimitri Kneppers
- DJ Holographic
- DJ Minx
- Eduardo De La Calle
- Eric Ericksson
- Ezana Harris
- Fabrice Lig
- Flexitone
- Florence
- Francisco Mora Catlett
- Franck Roger
- François X
- Friendly Fires
- Fusion
- Gemini
- Glimpse
- Greg Gow
- Ibex
- Ican
- Inner City
- Jason Hogans
- Jerome Sydenham
- Jon Dixon
- Jona
- Junior Sanchez
- Kenny Larkin
- Kevin Saunderson
- Kirk Degiorgio
- Klauss
- Laurent Garnier
- Lazy Fat People
- LCD Soundsystem
- Marco Bernardi
- Mark Fanciulli
- Marcus Belgrave
- Martin Buttrich
- Matom
- Mike Clark
- Mike Dehnert
- Mirko Loko
- Moodymann
- Monty Luke
- Mr. C
- Moritz von Oswald
- Naomi Daniel
- Natacha Labelle
- Newworldaquarium
- Niko Marks
- Psycatron
- Quadrant
- Reade Truth
- Recloose
- Reference
- Sandiego
- Sebastien San
- Stasey Pullen
- System 7
- Terrence Parker
- The 4th Wave
- The Connection Machine
- The Detroit Experiment
- The Oliverwho Factory
- Todd Sines
- Tom Flynn
- Tribe
- Urban Tribe
- Vince Watson
- Waajeed
- Wladimir M